# 1974年の全日本ロードレース選手権
1974年の全日本ロードレース選手権 (1974ねん の ぜんにほんロードレースせんしゅけん) は、1974年4月28日の鈴鹿ロードレース大会で開幕し、同年10月13日の第11回日本グランプリロードレース大会（鈴鹿）で閉幕した全6戦による1974年シーズンの全日本ロードレース選手権である。
トップカテゴリであるセニア750ccクラスチャンピオンは高井幾次郎（ヤマハ）が獲得した。

## 1974年シーズン
前年秋からの社会問題であるオイルショックの影響が色濃い中開幕となった。燃料を消費するイメージを持たれていたモータースポーツの開催には社会の目が厳しく、3月中はロードレース、モトクロスとも全日本選手権開催を自粛。例年夏に開催されてきた鈴鹿10時間耐久の開催中止が決定。その代わりとして耐久より距離が短い、「鈴鹿200マイルレース」として全日本シリーズに組み込まれた。

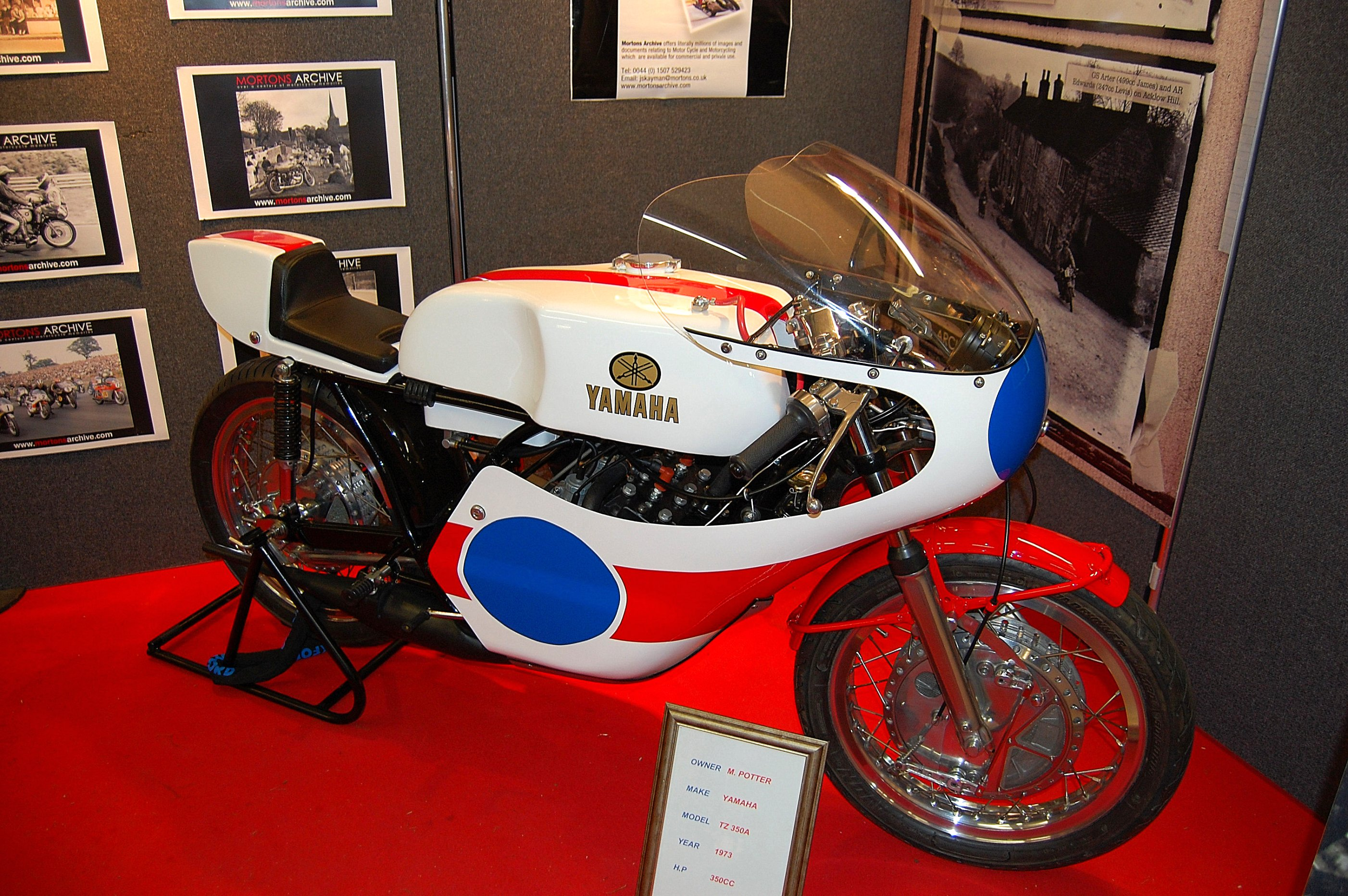
ヤマハ・TZ350

750ccクラスを制覇した高井幾次郎（ヤマハ）は開幕戦からクラス4連勝。TZ350での参戦だったが、マシン戦闘力が上であるフォーミュラリブレのマシンとコーナーで対等の走りを見せ、選手権対象である公認を受けたマシンの中では一段上の走りを見せた。記録上も6戦中4戦分が有効となるルールの中でクラス4勝を挙げており完勝であった。高井は王座決定後は全日本を欠場。マカオグランプリにTZ350で参戦し2位表彰台を獲得、優勝の河崎裕之との1-2フィニッシュで海外レースでも結果を残した。
カワサキ・H2R（750cc）を駆りフォーミュラリブレ/FLで750ccクラスに参戦したカワサキの清原明彦は、筑波サーキットのラップレコードを塗り替え、1分5秒2の新レコードを記録した。同じ第3戦でTZ350に乗る高井幾次郎のタイムは1分5秒9だった。鈴鹿でも最終戦でFLのヤマハ・TZ750で河崎裕之が2分23秒6の新レコードを記録、2年前に隅谷守男が「2分30秒の壁」を破ってから2年でタイムは6秒4短縮された。両サーキットともレコード樹立の瞬間はピットの関係者、ライダー一同から驚きの歓声が上がった。
125ccクラスはプレイメイトレーシングの青木辰己が着実に上位に入り続けタイトルを獲得した。ランキング2位は3ポイント及ばずホンダの上田公次（鈴鹿レーシング）となったが、上田は序盤戦をフォーミュラ（FL / ポイント対象外）で参戦していたため選手権に絡んでおらず、結果的にはこのハンデが影響した。ヤマハの江崎正と毛利良一も完走すれば勝利する速さを発揮したが、毛利は第2・3戦序盤での転倒が、江崎は第4戦トップ走行中にマシントラブルによりリタイアがあり、安定感で青木に及ばなかった。
この1974年シーズンは、S（セニア）とEJ（エキスパート・ジュニア）の混走でレースが開催された場合のポイント方式がそれぞれのライセンス区分別の順位ではなく、混走した総合順位に対して付与された。しかし、この方式だとEJの選手はポイントを得られないというケースが発生し、選手権が成立しない点が問題視された。このためこのポイント方式は1974シーズン1年のみでの取りやめが決定。翌1975年は合同レースの場合、区分別に10位までポイントが発生する方式に戻された（ただし賞典は総合順位に対して与えられる）。

## スケジュールおよび勝者
| Rd.          | 決勝日       | 開催イベント                                 | フォーミュラリブレ優勝‡ | 750cc 優勝  | 125cc 優勝   |
| ------------ | ------------ | -------------------------------------------- | ----------------------- | ----------- | ------------ |
| 1            | 4月28日      | 全日本選手権 鈴鹿ロードレース大会            | 河崎裕之‡               | 高井幾次郎* | 毛利良一     |
| 2            | 6月2日       | 全日本選手権 鈴鹿ロードレース大会            | 河崎裕之‡               | 高井幾次郎* | 上田公次‡    |
| 3            | 6月23日      | 全日本選手権 筑波ロードレース大会            |                         | 高井幾次郎  | 江崎正       |
| 4            | 7月21日      | 全日本選手権 鈴鹿200マイルレース大会         |                         | 高井幾次郎  | 上田公次     |
| 5            | 9月14日      | 全日本選手権 筑波ロードレース大会            | 阿部孝夫‡               | 浅見貞男*   | 石井康夫 (J) |
| 6            | 10月13日     | 第11回日本グランプリロードレース大会（鈴鹿） | 本橋明泰‡               | 毛利良一*   | 毛利良一     |
| チャンピオン | チャンピオン | チャンピオン                                 | ※賞典外※                | 高井幾次郎  | 青木辰己     |

- ‡混走のフォーミュラ・リブレ (FL)、 全日本選手権ポイントの対象外。
- *印の750cc優勝者は総合順位での勝者ではなくクラス優勝者。
- 第4戦鈴鹿200マイル大会のメインレース（FL/S/EJ750ccクラス）は26周ずつの2ヒート制、計52周で競われた。両ヒートの間には3時間半のインターバルが設けられた。

## 表彰
- MFJ最優秀選手
  - セニア部門： 高井幾次郎（プレイメイト・レーシング）
  - エキスパートジュニア部門： 阪本裕介（チーム・レーシングスポーツ）

## ポイントランキング
| 順位     | 1位 | 2位 | 3位 | 4位 | 5位 | 6位 | 7位 | 8位 | 9位 | 10位 |
| ポイント | 15  | 12  | 10  | 8   | 6   | 5   | 4   | 3   | 2   | 1    |
| -------- | --- | --- | --- | --- | --- | --- | --- | --- | --- | ---- |

- 全6戦のうち上位4戦分の獲得ポイント数で争われる有効ポイント制。
- 最終戦・日本GPでは、ボーナスポイントとして入賞者に従来のポイントに加えて3ポイントが与えられる。
- 最終戦終了後に有効獲得ポイント1位であっても、そのポイント数が30点未満の者はチャンピオンと認定されずランキング2位となり、以下の順位も繰り下げされる[9]。

### 750cc
| 順位                 | No. | ライダー   | 使用車両         | 1 SUZ | 2 SUZ | 3 TSU | 4 SUZ | 5 TSU | 6 SUZ | ポイント |
| -------------------- | --- | ---------- | ---------------- | ----- | ----- | ----- | ----- | ----- | ----- | -------- |
| 1                    | 12  | 高井幾次郎 | ヤマハ           | 2     | 2     | 1     | 1     | -     | -     | 60       |
| 2                    | 38  | 毛利良一   | ヤマハ           | 7     | 4     | 5     | 5     | 5     | 6     | 52 (65)  |
| 3                    | 6   | 浅見貞男   | ヤマハ           | 4     |       | 2     | 2     | 4     |       | 51       |
| 4                    | 19  | 内田隆     | ヤマハ           | 8     | 5     | 3     | 4     | 6     | 14    | 51       |
| 5                    | 7   | 根本健     | ヤマハ           | 11    |       | 7     | 11    |       | 13    | 40       |
| 6                    | 15  | 四方英司   |                  | 10    | 8     |       |       |       |       | 11       |
| 7                    | 37  | 片山敬済   | ヤマハ           | 3‡    | 6     | -     | -     | -     |       | 8        |
| 8                    | 39  | 加藤昇平   |                  | -     | -     | 4     | -     |       |       | 8        |
| 9                    | 24  | 大本十生   | ヤマハ           |       |       |       |       |       | 12    | 8        |
| 選手権ポイント対象外 |     |            |                  |       |       |       |       |       |       |          |
| -                    | 16  | 河崎裕之   | ヤマハ・TZ750    | 1‡    | 1‡    |       | Ret   |       | 4‡    | -        |
| -                    | 2   | 阿部孝夫   | カワサキ・H2R    | -     | -     |       | Ret   | 1‡    | DNS   | -        |
| -                    | 17  | 本橋明泰   | ヤマハ・YZR500   | -     | -     | -     | -     | -     | 1‡    | -        |
| -                    | 10  | 金谷秀夫   | ヤマハ           | -     | -     | -     | -     | -     | 2‡    | -        |
| -                    | 46  | 荘利光     | スズキ・TR500 II | 9‡    |       |       | Ret   | 2‡    |       | -        |
| -                    | 14  | 大脇俊夫   | ヤマハ・TZ750    | 6‡    | 3‡    |       | 3‡    |       | 5‡    | -        |
| -                    | 40  | 清原明彦   | カワサキ・H2R    | -     | -     | Ret   |       | 3‡    | DNS   | -        |
| -                    | 3   | 隅谷守男   | ホンダ・CB500改  | Ret   |       |       | Ret   |       | 3‡    | -        |
| -                    | 5   | 安良岡健   | スズキ・TR500 II | 5‡    | 15    | -     | -     | -     | -     | -        |
| -                    | 80  | 輝井嶂     | スズキ・TR500 II |       |       |       |       |       |       | -        |

- 太字はポールポジション、斜体はファステストラップ。
- ‡ポイント対象外のフォーミュラ・リブレ（改造自由 / プロトタイプ、ファクトリーマシン）。

### 125cc
| 順位 | No. | ライダー | 使用車両 | 1 SUZ | 2 SUZ | 3 TSU | 4 SUZ | 5 TSU | 6 SUZ | ポイント |
| ---- | --- | -------- | -------- | ----- | ----- | ----- | ----- | ----- | ----- | -------- |
| 1    | 41  | 青木辰己 |          | 3     | 3     | 2     | 2     |       |       | 48       |
| 2    | 43  | 上田公次 | ホンダ   | 2‡    | 1‡    |       | 1     | 3     | 3     | 45       |
| 3    | 38  | 毛利良一 | ヤマハ   | 1     | Ret   | Ret   |       |       | 1     | 38       |
| 4    | 30  | 江崎正   | ヤマハ   |       | 2     | 1     | Ret   |       |       | 30       |
| 5    | 31  | 角谷新二 | ホンダ   |       |       |       |       |       | 4     | 13       |

- 太字はポールポジション、斜体はファステストラップ。
- ‡ポイント対象外のフォーミュラ・リブレ（改造自由 / プロトタイプ、ファクトリーマシン）。

### ジュニア区分
| ライセンス             | クラス | チャンピオン | マシン        | チーム                         |
| ---------------------- | ------ | ------------ | ------------- | ------------------------------ |
| エキスパート・ジュニア | 750cc  | 阪本裕介     | ヤマハ・TZ350 | チームレーシングスポーツ       |
| エキスパート・ジュニア | 125cc  | 岩道博       |               | 岡山ユニオンレーシングチーム   |
| ジュニア               | 350cc  | 鈴木修       | ヤマハ・TZ350 | プレイメイトレーシングチーム   |
| ジュニア               | 250cc  | 橋本久仁衛   |               | 神戸木の実レーシング           |
| ジュニア               | 125cc  | 石井康夫     | ヤマハ        | ワールドワイドMC               |
| ジュニア               | 90cc   | 合津悟志     |               | 鈴鹿レーシングチーム           |
| ノービス               | 250cc  | 酒井克       |               | 神戸木の実レーシング           |
| ノービス               | 125cc  | 佐藤健正     | ホンダ        | 鈴鹿レーシングチーム           |
| ノービス               | 90cc   | 岡崎隆史     |               | 神戸スーパースポーツレーシング |